# Begroeiing
Begroeiing is inzaai of beplanting of de vegetatie op een bepaalde plaats. Begroeiing kan dus spontaan of natuurlijk zijn (vegetatie), maar ook door menselijk toedoen tot stand gekomen (aanplant of inzaai). Ook kunnen combinaties hiervan voorkomen.
Om landschappelijke redenen zijn bij ruilverkavelingen en andere landinrichtingsprojecten vaak beplantingen aangelegd. Doordat er weinig beheer werd uitgevoerd, hebben deze beplantingen zich verder kunnen ontwikkelen tot meer natuurlijke begroeiingen.